# Rentenbeitragserstattung
Die Beitragserstattung ist eine gesetzliche Vorschrift aus dem deutschen Sozialversicherungsrecht (hier: Gesetzliche Rentenversicherung in Deutschland). Die einschlägige Vorschrift ist der § 210 des Sechsten Buches Sozialgesetzbuch (SGB VI). Der deutsche Gesetzgeber hat mit dieser Vorschrift festgelegt, dass unter bestimmten Voraussetzungen die bereits eingezahlten Beiträge zur gesetzlichen Rentenversicherung auf Antrag des Berechtigten erstattet werden können. 
Sinnvoll kann diese Beitragserstattung für bestimmte Personengruppen sein, die z. B. durch andere Versorgungssysteme von der Versicherungspflicht in der gesetzlichen Rentenversicherung befreit sind, vorher jedoch versicherungspflichtig beschäftigt waren (z. B. Beamte, Richter, Berufssoldaten) oder auch für Ausländer, die nur wenige Jahre in Deutschland gearbeitet haben, um dann wieder ins Ausland zurückzukehren. Bei Ausländern ist jedoch auf mögliche Sozialversicherungsabkommen zwischen Deutschland und dem Herkunftsland zu achten. 

## Definition
Diese Vorschrift legt fest, dass die aus einem gesetzlichen "Versicherungszwang" vom Lohn bzw. Gehalt an den Rentenversicherungsträger abgeführten Sozialversicherungsbeiträge zu erstatten sind, wenn andere Leistungen (Rente bzw. Rehabilitation) aus diesen Beiträgen nicht oder nicht mehr erreicht werden können bzw. dies nicht zu erwarten ist. Beitragserstattungen sind Leistungen der gesetzlichen Rentenversicherung (§ 23 Abs. 1 Nr. 1 Buchstabe d des Ersten Buches Sozialgesetzbuch (SGB I)).

## Voraussetzungen
Eine Beitragserstattung erfolgt nur auf Antrag des Berechtigten. Bei Antragstellung muss der Antragsteller mindestens 24 Monate aus der gesetzlichen Rentenversicherungspflicht ausgeschieden sein oder die Regelaltersgrenze erreicht haben bzw. Hinterbliebener einer solchen Person sein. 
Berechtigt ist man nur dann, wenn man bereits Beiträge zur gesetzlichen Rentenversicherung eingezahlt hat und diese auch mitgetragen hat. 
Außerdem 
- darf man nicht mehr versicherungspflichtig in der gesetzlichen Rentenversicherung sein und auch nicht das Recht zur freiwilligen Versicherung in der gesetzlichen Rentenversicherung haben

oder
- man muss von der Versicherungspflicht befreit oder versicherungsfrei sein und die allgemeine Wartezeit nicht erfüllt haben

oder
- man muss die Regelaltersgrenze (bisher 65. Lebensjahr, jetzt stufenweise Anhebung auf das 67. Lebensjahr) erreicht haben und die allgemeine Wartezeit (mindestens 60 Kalendermonate mit Beitragszeiten) nicht erfüllt haben

oder
- man muss Hinterbliebener (Witwen, Witwer, überlebender Lebenspartner oder Waise) einer solchen Person sein.

## Besonderheiten
Die Vorschrift des § 210 SGB VI bezieht sich nur auf rechtmäßig entrichtete Beiträge. Die Erstattung zu Unrecht entrichteter Beiträge ist in § 26 SGB IV geregelt.
Es werden nur die Beitragsanteile an den Berechtigten ausgezahlt, die dieser auch getragen hat. Da in Deutschland die Beiträge je zur Hälfte vom Arbeitgeber und vom Arbeitnehmer zu tragen sind (außer bei geringfügiger Beschäftigung), wird der Beitragsanteil der Arbeitgeber (also die Hälfte des Beitrages) nicht erstattet. Grund dafür ist, dass der Arbeitgeber weder ein Antragsrecht auf Beitragserstattung noch ein Leistungsrecht auf die Wiederauszahlung der Beiträge hat.
Es können nur die Beiträge erstattet werden, die im Bundesgebiet nach dem 20. Juni 1948, in Berlin-West nach dem 24. Juni 1948, Saarland nach dem 19. November 1947 oder im Beitrittsgebiet nach dem 30. Juni 1990 rechtswirksam gezahlt wurden.
Wurde bereits eine Leistung (z. B. Rehabilitation) aus gezahlten Beiträgen erbracht, ist die Beitragserstattung für Beitragszeiträume bis Leistungsbeginn ausgeschlossen.

## Auswirkungen der Beitragserstattung
Die Beitragserstattung hat zur Folge, dass das bisherige Versicherungsverhältnis aufgelöst wird. Der Empfänger einer Beitragserstattung verliert dadurch seine Eigenschaft als Versicherter. Aus den bis zur Erstattung zurückgelegten rentenrechtlichen Zeiten bestehen keine Ansprüche mehr.